# محاكاة ساخرة

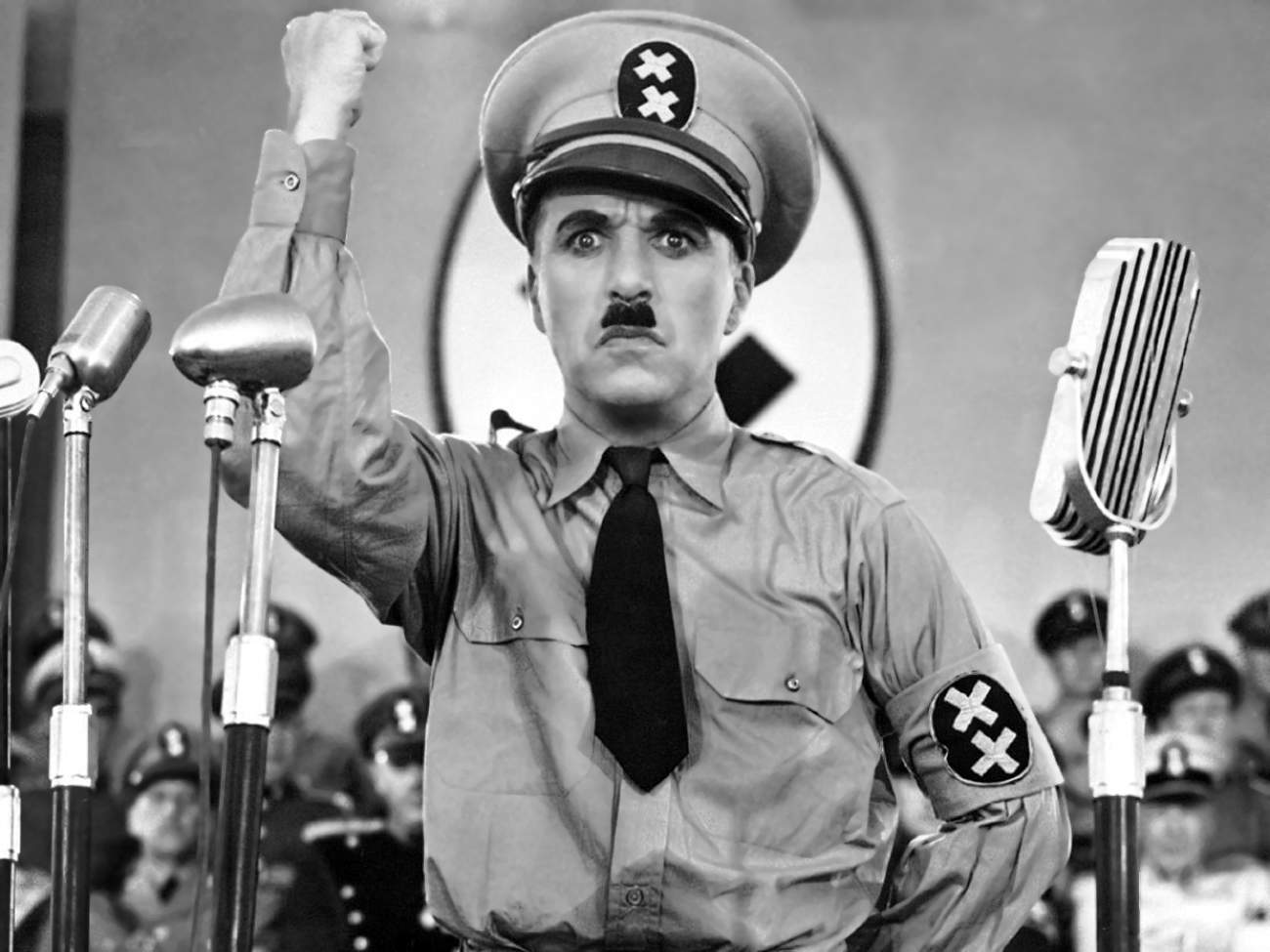

المحاكاة الساخرة أو الباروديا هي كل أثر أدبي أو فني يحاكى فيه اسلوب أحد المؤلفين محاكاة تهكم تثير الضحك والسخرية.

## في الأدب
يظهر هذا الأثر الأدبي في الأدب العربي كثيرا في معارضات بعض الشعراء بعضًا، و قد اشتهر هذا الفن في العصرين المملوكي و العثماني كثيرًا و من ذلك ما كان بين الشيخ محمد الهلالي والشيخ مصطفى زين الدين الحمصي. 
| محاكاة ساخرة | كان الهلالي الحموي يصوغ موشحاً , أو قصيدة في موضوع من الموضوعات الجدية , فيأتي زين الدين الحمصي فيعارض مانظم الحموي محافظاً على الوزن والقافية والرويّ وأغلب الألفاظ , ويملأ معارضته يسرد ألوان الطعام والشراب والحلويات. | محاكاة ساخرة |

.[بحاجة لمصدر]
كان الحمصي يقوم بمحاكاة ساخرة لشعر محمد الهلالي فعندما قال الهلالي موشح:
يابدر حسن كم سهرت أراقبه = والليل مالت للغروب كواكبه
ما من كليم أنت مخاطبُـــهُ = إلا ومغناطيـــس حسنك جاذبه
لِلْحان والألحان * هم ياأخا الأشجان * في الحور والوالدان
فالحب دين * والجمال مذاهبه
رد عليه الحمصي ساخرا
ياصدر بَصْما كم برزتُ أحاربه = والقطر طابت للنفوس مشاربه
مامن أرزّ واللحــوم تصاحبُهُ = إلا ومغناطيس قلــبي جاذبـه
بالكف والأسنان * بالله ياجوعـــــان * قم سغــسغ الرغفان
فالجوع شين والطعام يناسبه

## في السينما
أنتجت هوليوود الكثير من أفلام المحاكاة الساخرة مثل فيلم قابل الإسبارطيين الدي يسخر من فيلم 300 الشهير أو فيلم أمتصاص مصاصي الدماء الذي يسخر من السلسة الشهيرة الشفق (تويلايت) كذلك فيلم فيلم مخيف باجزائه المتعددة الذي يسخر من افلام الرعب الشهيرة مثل فيلم سو وسكريم

## وصلات خارجية
- موقع الحوار المتمدن، كتابة ساخرة بعنوان: تعديل في نثرية نزار قباني: الحرية بين الأمس واليوم في مقياس الديكتاتور